# St. Thomas (chanson)
Pour les articles homonymes, voir Saint Thomas.
Saint Thomas est un morceau du saxophoniste ténor Sonny Rollins enregistré pour la première fois en 1956, devenu un standard de jazz.
C'est probablement le morceau le plus connu du répertoire de Rollins. Bien que celui-ci soit généralement crédité comme le compositeur, ce morceau est basé sur une chanson traditionnelle pour enfant provenant des îles Vierges que la mère de Sonny lui chantait quand il était enfant. Il tient son nom de l'île Saint Thomas qui fait partie des îles Vierges des États-Unis.
Ce morceau est devenu populaire lorsqu'il est sorti en 1956 sur l'album Saxophone Colossus de Sonny Rollins, mais il avait déjà été enregistré par Randy Weston en 1955 sous le titre Fire Down There de son album Get Happy. Cette mélodie est maintenant considérée comme un standard de jazz et a été enregistré par des dizaines d'artistes.
Le thème de St. Thomas est repris par Claude Nougaro pour la mélodie du morceau À tes seins sur l'album Petit Taureau (1967).